# Красноротый бычок
Красноротый бычок (Gobius cruentatus) — мелкая рыба семейства бычковые. Донная рыба, обитающая на глубине от 15 до 40 м. Достигает в длину 18 см.
Ареал составляет воды восточной части Атлантического океана от юго-западного побережья Ирландии до берегов Марокко, Сенегала и Средиземного моря. В последнее время вид был отмечен как интродуцированный в Чёрном море, а именно около Синопа  и Севастополя.